# Åsabackarna
Åsabackarna este o arie protejată (arie specială de conservare — SAC, sit de importanță comunitară — SCI) din Suedia întinsă pe o suprafață de 33,9 ha, integral pe uscat.

## Localizare
Centrul sitului Åsabackarna este situat la coordonatele 58°17′24″N 14°55′41″E / 58.29°N 14.9281°E.

## Înființare
Situl Åsabackarna a fost declarat sit de importanță comunitară în decembrie 1995 pentru a proteja 1 specie de plante și 2 specii de animale. Situl a fost protejat și ca arie specială de conservare în martie 2011.

## Biodiversitate
Situată în ecoregiunea boreală, aria protejată conține 4 habitate naturale: Pășuni din zone de pădure fino-scandinave, Pajiști uscate seminaturale și facies de acoperire cu tufișuri pe substraturi calcaroase (Festuco-Brometalia) (* situri importante pentru orhidee), Mlaștini alcaline, Păduri de conifere pe eskere fluvioglaciare sau legate la acestea.
La baza desemnării sitului se află mai multe specii protejate:
- plante (1): Buxbaumia viridis
- nevertebrate (2): Vertigo angustior, Vertigo geyeri